# Puccinia pratensis
Puccinia pratensis är en svampart som beskrevs av A. Blytt 1896. Puccinia pratensis ingår i släktet Puccinia och familjen Pucciniaceae.   Inga underarter finns listade i Catalogue of Life.